# Steffen Göpel
Steffen Göpel (* 21. August 1965 in Leipzig) ist ein deutscher Immobilienunternehmer, Honorarkonsul und ehemaliger Autorennfahrer.

## Leben
Seit Mitte der 1980er Jahre war Steffen Göpel als Rennfahrer in der DDR aktiv. Im Jahr 1990 wurde er letzter DDR-Meister in der leistungsstärksten Wagenklasse E 1300 cm³ LK 1. Später fuhr er im Opel Lotus Challenge Cup, im Deutschen Tourenwagen-Cup, in der DTM, im ADAC-Telekom-GT-Cup und im Porsche Carrera Cup Deutschland auf nahezu allen bekannten Rennstrecken wie der AVUS, auf dem Sachsenring, in Schleiz, Spa, Hockenheim, Oschersleben, im belgischen Zolder und auf dem Nürburgring.
Zu den Rennsporterfolgen von Steffen Göpel zählen Platz fünf auf der Berliner Avus bei der Opel-Lotus-Meisterschaft (1990) und der Sieg beim ADAC-GT-Cup in Assen (1996). Auf dem Sachsenring fuhr er ein Rennen vor rund 150.000 Zuschauern.
Im Jahr 1991 gründete Steffen Göpel in Leipzig die GRK Holding (seit 2006 Aktiengesellschaft), ein Bauunternehmen, das auf die Entwicklung und Sanierung denkmalgeschützter Gebäude spezialisiert ist. Göpel war bis 2015 Vorstandsvorsitzender des Unternehmens mit 75 Mitarbeitern. Seit Mitte 2015 fungiert er als Markenbotschafter für die GRK Holding, nachdem er sein Unternehmen Anfang 2015 verkauft hat.
2015 vergab Göpel vier Millionen Euro Kredit an das Leipziger Internetunternehmen Unister Holding (Betreiber der Internetportale ab-in-den-urlaub.de, fluege.de, auto.de, preisvergleich.de und börsennews.de), für die er 5 Prozent der Anteile als Sicherheit erhielt.  Verwaltet wurden die Anteile an Unister über die zum GRK-Konzern gehörende Firma Opus 3. Gegen den Willen der übrigen Gesellschafter erstritt sich Opus gerichtlich das Recht, zu den Gesellschafterversammlungen eingeladen zu werden.
Göpel ist Initiator und Veranstalter des 2008 gegründeten „GRK Charity Masters“, einer Golf-Benefiz-Veranstaltung in Deutschland. Insgesamt wurden dabei bis zum Jahr 2011 über 6,95 Millionen Euro für wohltätige Zwecke eingenommen. Die Charity unterstützt unter anderem die Aktion „Ein Herz für Kinder“ der Bild-Zeitung. 2016 übergab die Charity, welche auf einem jährlichen Golfturnier bei Leipzig Spenden unter anderem mit Hilfe von Prominenten sammelt, eine Million Euro an die Aktion.
Seit Januar 2019 ist er Honorarkonsul für die autoritär regierte Republik Belarus für Sachsen in Leipzig. Nach den gefälschten Präsidentschaftswahlen in Belarus 2020, den anschließenden Protesten und der Repressionswelle hat Göpel, zu dessen Aufgaben als Honorarkonsul die „Verteidigung der Rechte und Interessen der Republik Belarus“ gehört, es stets abgelehnt, die Menschenrechtsverletzungen in Belarus zu verurteilen oder auch nur zu kommentieren. Nach eigenen Angaben im Sommer 2021 kümmere er sich nur um die Förderung der wirtschaftlichen, wissenschaftlichen und kulturellen Zusammenarbeit zwischen Sachsen und Belarus. Seit Ende Februar 2022 lässt Göpel aufgrund des von Belarus unterstützten russischen Angriffskriegs gegen Ukraine seine Tätigkeit als Honorarkonsul ruhen.